# Parachromis dovii
Parachromis dovii är en fiskart som först beskrevs av Günther, 1864.  Parachromis dovii ingår i släktet Parachromis och familjen Cichlidae. Inga underarter finns listade i Catalogue of Life.